# Inademing
Inademing, ook wel inspiratie, is de beweging van lucht van buiten, via de luchtwegen naar de longblaasjes. Op de inademing volgt de uitademing. Inademen begint met de middenrifademhaling, met het samentrekkem van het middenrif, waardoor de pleurale ruimte groter wordt en de luchtdruk in de longen volgens de algemene gaswet een vergroting van de negatieve druk ontstaat. Deze negatieve druk brengt de luchtbeweging voort. Inademing kan ook tot stand komen doordat de ribben omhoog en naar voren worden bewogen, door borstademhaling. Door inademen door de neus of de mond komt de lucht de longen in, waardoor die uitzetten.